# Discografia di Tove Lo
La discografia di Tove Lo, cantante svedese, comprende: 3 album in studio, 1 EP, 18 singoli e 18 video musicali.

## Album in studio
| Anno                                                           | Titolo              | Informazioni                                                                             | Classifica | Classifica | Classifica | Classifica | Classifica | Classifica | Classifica | Classifica | Classifica | Classifica | Certificazioni                 |
| Anno                                                           | Titolo              | Informazioni                                                                             | SWE        | AUS        | AUT        | CAN        | DEN        | FRA        | NOR        | NZ         | UK         | US         | Certificazioni                 |
| -------------------------------------------------------------- | ------------------- | ---------------------------------------------------------------------------------------- | ---------- | ---------- | ---------- | ---------- | ---------- | ---------- | ---------- | ---------- | ---------- | ---------- | ------------------------------ |
| 2014                                                           | Queen of the Clouds | - Pubblicato: 24 settembre 2014 - Etichetta: Island - Formati: CD, LP, download digitale | 6          | 47         | 47         | 17         | 15         | 72         | 10         | 22         | 17         | 14         | - GLF: Platino - RIAA: Platino |
| 2016                                                           | Lady Wood           | - Pubblicato: 28 ottobre 2016 - Etichetta: Island - Formati: CD, LP, download digitale   | 1          | 21         | —          | 14         | 13         | 133        | 7          | 16         | 40         | 11         |                                |
| 2019                                                           | Sunshine Kitty      | - Pubblicato: 20 settembre 2019 - Etichetta: Island - Formati: CD, LP, download digitale | 19         | 54         | —          | 49         | —          | 169        | 22         | —          | 59         | 61         |                                |
| "—" significa che l'album non si è classificato in quel Paese. |                     |                                                                                          |            |            |            |            |            |            |            |            |            |            |                                |

## Extended play
| Anno | Titolo      | Informazioni                                                                             | Classifica | Classifica | Classifica | Classifica |
| Anno | Titolo      | Informazioni                                                                             | SWE        | AUS        | FIN        | NOR        |
| ---- | ----------- | ---------------------------------------------------------------------------------------- | ---------- | ---------- | ---------- | ---------- |
| 2014 | Truth Serum | - Pubblicato: 21 aprile 2014 - Etichetta: Universal - Formati: CD, LP, download digitale | 13         | 99         | 30         | 8          |

## Singoli
| 2012                                                              | Love Ballad                                   | —  | —  | —  | —  | —  | —   | —  | —  | —  | —  | Truth Serum e Queen of the Clouds        |
| 2013                                                              | Out of Mind                                   | —  | —  | —  | —  | —  | —   | —  | —  | —  | —  | Truth Serum e Queen of the Clouds        |
| 2014                                                              | Habits (Stay High)                            | —  | —  | 3  | 3  | 10 | 2   | —  | —  | —  | 3  | Truth Serum e Queen of the Clouds        |
| 2014                                                              | Stay High                                     | 13 | 3  | —  | —  | —  | —   | 7  | 3  | 6  | —  | Truth Serum e Queen of the Clouds        |
| 2015                                                              | Talking Body                                  | 16 | 95 | —  | 14 | 26 | —   | —  | —  | 17 | 12 | Queen of the Clouds                      |
| 2015                                                              | Timebomb                                      | —  | —  | —  | —  | —  | —   | —  | —  | —  | —  | Queen of the Clouds                      |
| 2015                                                              | Moments                                       | —  | —  | —  | —  | —  | —   | —  | —  | —  | —  | Queen of the Clouds                      |
| 2016                                                              | Scars                                         | —  | —  | —  | —  | —  | —   | —  | —  | —  | —  | Allegiant: Original Motion Picture Score |
| 2016                                                              | Cool Girl                                     | 15 | 30 | 53 | 42 | 26 | 145 | 22 | 15 | 46 | 84 | Lady Wood                                |
| 2016                                                              | True Disaster                                 | 56 | —  | —  | —  | —  | 93  | —  | —  | —  | —  | Lady Wood                                |
| 2017                                                              | Disco Tits                                    | 55 | —  | —  | —  | —  | —   | —  | 46 | —  | —  | Blue Lips                                |
| 2018                                                              | Bitches                                       | —  | —  | —  | —  | —  | —   | —  | —  | —  | —  | Blue Lips                                |
| 2019                                                              | Glad He's Gone                                | 38 | —  | —  | —  | —  | —   | —  | —  | —  | —  | Sunshine Kitty                           |
| 2019                                                              | Bad as the Boys                               | —  | —  | —  | —  | —  | —   | —  | —  | —  | —  | Sunshine Kitty                           |
| 2019                                                              | Jacques (con Jax Jones)                       | 61 | —  | —  | —  | —  | —   | —  | —  | 67 | —  | Sunshine Kitty                           |
| 2019                                                              | Really Don't Like U (featuring Kylie Minogue) | —  | —  | —  | —  | —  | —   | —  | —  | —  | —  | Sunshine Kitty                           |
| 2019                                                              | Sweettalk My Heart                            | 48 | —  | —  | —  | —  | —   | —  | —  | —  | —  | Sunshine Kitty                           |
| 2020                                                              | Bikini Porn                                   | 76 | —  | —  | —  | —  | —   | —  | —  | —  | —  | N.D.                                     |
| 2020                                                              | Calling on Me (con Sean Paul)                 | 97 | —  | —  | —  | —  | —   | —  | —  | —  | —  | N.D.                                     |
| "—" significa che il singolo non si è classificato in quel Paese. |                                               |    |    |    |    |    |     |    |    |    |    |                                          |

### Come artista ospite
| 2013                                                              | Run On Love (con Lucas Nord)           | —  | —  | —  | —  | —  | —   | —  | —  | —  | —  | Islands                   |
| 2014                                                              | Heroes (We Could Be) (con Alesso)      | 5  | 11 | 41 | 51 | 26 | 44  | 11 | 15 | 6  | 31 | Forever                   |
| 2015                                                              | Come Back to Me (con Urban Cone)       | —  | —  | —  | —  | —  | —   | —  | —  | —  | —  | Polaroid Memories         |
| 2016                                                              | Desire (con Years & Years)             | 78 | —  | —  | —  | —  | —   | —  | —  | 27 | —  | Communion                 |
| 2016                                                              | Close (con Nick Jonas)                 | 41 | 37 | 54 | 12 | 34 | 165 | —  | 11 | 25 | 14 | Last Year Was Complicated |
| 2016                                                              | Say It (con Flume)                     | —  | 5  | —  | 61 | —  | 154 | —  | 4  | 69 | 60 | Skin                      |
| 2017                                                              | Out of My Head (con Charli XCX e Alma) | —  | —  | —  | —  | —  | —   | —  | —  | —  | —  | Pop 2                     |
| 2018                                                              | Colorblind (con Karma Fields)          | —  | —  | —  | —  | —  | —   | —  | —  | —  | —  | Body Rush                 |
| 2018                                                              | Blow That Smoke (con Major Lazer)      | 71 | —  | —  | —  | —  | —   | —  | —  | —  | —  | Major Lazer Essentials    |
| 2018                                                              | Heart Attack (con Phoebe Ryan)         | —  | —  | —  | —  | —  | —   | —  | —  | —  | —  | TBA                       |
| 2019                                                              | Diva (con Aazar e Swae Lee)            | —  | —  | —  | —  | —  | —   | —  | —  | —  | —  |                           |
| "—" significa che il singolo non si è classificato in quel Paese. |                                        |    |    |    |    |    |     |    |    |    |    |                           |

- 2020: Alok & Iinkay Sencan (feat. Tove Lo) – Don't Say Goodbye